# Kalošević (Tešanj)
Pour les articles homonymes, voir Kalošević.
Kalošević (en cyrillique : Калошевић) est un village de Bosnie-Herzégovine. Il est situé dans la municipalité de Tešanj, dans le canton de Zenica-Doboj et dans la fédération de Bosnie-et-Herzégovine. Selon les premiers résultats du recensement bosnien de 2013, il compte 1 243 habitants.
Avant la guerre de Bosnie-Herzégovine, le village faisait entièrement partie de la municipalité de Tešanj ; après la guerre, son territoire a été partiellement rattaché à la municipalité de Teslić intégrée à la république serbe de Bosnie.

## Géographie
Le village est situé au bord de la rivière Usora.

## Démographie

### Évolution historique de la population dans la localité
| 1948 | 1953 | 1961 | 1971 | 1981 | 1991  | 2013  |
| ---- | ---- | ---- | ---- | ---- | ----- | ----- |
| -    | -    | 963  | 737  | 998  | 1 091 | 1 243 |

|  |

### Communauté locale
En 1991, la communauté locale de Kalošević comptait 2 207 habitants, répartis de la manière suivante :